# Renny Quow
Renny Quow (ur. 25 sierpnia 1987 w Morvant) – trynidadzko-tobagijski lekkoatleta, sprinter.

## Osiągnięcia
- złoty medal mistrzostw świata juniorów (bieg na 400 metrów, Pekin 2006)
- 7. miejsce podczas igrzysk olimpijskich (bieg na 400 metrów, Pekin 2008)
- brązowy medal mistrzostw świata (bieg na 400 metrów, Berlin 2009)
- brązowy medal halowych mistrzostw świata (sztafeta 4 × 400 metrów, Stambuł 2012)
- brązowy medal IAAF World Relays (sztafeta 4 × 400 metrów, Nassau 2014)
- brązowy medal igrzysk Wspólnoty Narodów (sztafeta 4 × 400 metrów, Glasgow 2014)
- złoty medal igrzysk panamerykańskich (sztafeta 4 × 400 metrów, Toronto 2015)
- srebrny medal mistrzostw świata (sztafeta 4 × 400 metrów, Pekin 2015)
- złoty medal za bieg w eliminacjach podczas mistrzostw świata (sztafeta 4 × 400 metrów, Londyn 2017)
- złoty medal igrzysk Ameryki Środkowej i Karaibów (sztafeta 4 × 400 metrów, San Salvador 2023)
- wielokrotny medalista mistrzostw Ameryki Środkowej i Karaibów

Quow dwukrotnie reprezentował Trynidad i Tobago na igrzyskach olimpijskich – w Pekinie (2008) zajął on 7. miejsce w biegu na 400 metrów, zaś w Londynie (2012) nie pojawił się na starcie biegu eliminacyjnego na 400 metrów.

## Rekordy życiowe
- bieg na 400 metrów – 44,53 (2009)
- bieg na 400 metrów (hala) – 46,70 (2012)
- bieg na 200 metrów – 20,39 (2014)
- bieg na 300 metrów – 32,36 (2014)
- bieg na 600 jardów (hala) – 1:11,20 (2012)
- bieg na 600 metrów (hala) – 1:17,50 (2017)

4 marca 2018 w Birmingham sztafeta 4 × 400 metrów z Quowem w składzie ustanowiła halowy rekord kraju – 3:02,52.
Wielokrotny rekordzista kraju w tej konkurencji na stadionie (2:58,12 w 2017).